# Gregory John Leach
Gregory John Leach (n. 1 de junio de 1952 (72 años) ) es un botánico australiano; y especialista en las familiasmirtáceas y las fabáceas. Se desarrolla científicamente como taxónomo vegetal. Ha realizado extensas expediciones botánicas por Australia, y Papua Nueva Guinea.

## Algunas publicaciones

### Libros
- gilbert d. Pike, gregory j. Leach, james j. Leach. 1997. Handbook of the Vascular Plants of Ashmore and Cartier Islands. Ed. Parks Australia, 156 pp. ISBN 0724527591

- clyde R. Dunlop, Gregory J. Leach. 1995. Flora of the Darwin Region. Vol. 2. Ed. Conservation Commission of the N.T. 261 pp.

- d.t. Liddle, jeremy russell-Smith, john Brock, gregory j. Leach, g.t. Connors. 1994. Atlas of Vascular Rainforest Plants in the Top End of the Northern Territory, Australia. Ed. Conservation Commission of the Northern Territory, 180 pp.

- gregory J. Leach. 1992. Northern Territory Plant Species of Conservation Significance. Northern Territory botanical bull. 13. Ed. Conservation Commission of the Northern Territory, 65 pp. ISBN 0724527044

- ------------------------, Patrick L. Osborne. 1985. Freshwater plants of Papua New Guinea. Ed. Univ. of Papua New Guinea Press, 254 pp. ISBN 98084003X

- ------------------------. 1980. A Systematic and Evolutionary Study of the Genus Angophora (Myrtaceae). Ed. School of Biological Sci. La Trobe Univ. 622 pp.

## Honores
Entre 1990 a 1991 fue botánico australiano oficial de enlace.
- La abreviatura «G.J.Leach» se emplea para indicar a Gregory John Leach como autoridad en la descripción y clasificación científica de los vegetales.[2]